# Atgeir
En atgeir ("ringbrynje-spidder" eller "hugge-spyd") var en type stagevåben, der blev brugt i vikingetidens Skandinavien og nordboernes kolonier på De Britiske Øer og Island. Det bliver ofte oversat til hellebard, men våbnet mindede sandsynligvis mere om sværdtyperne bilas eller glavind. Det er også muligt, at ordet ikke blev brugt, før det blev brugt som en anakronisme i sagalitteraturen om specielle våben. Senere blev ordet brugt om typiske europæiske hellebarder, og senere igen blev spydhoved med flere funktioner kaldt atgeirsstafir.
Termen er først brugt i teutonske kilder før vikingetiden. Det ses ikke i vikingetidens kilder, og der er ingen arkæologiske fund, der er blevet identificeret som en atgeir. Referencerne i sagalitteraturen kan ikke bruges som primærkilde, da de først blev nedskrevet på Island i 1200-tallet. Oprindeligt betød det "meget spydlignende spyd", eller "bedste spyd" og kan referere til et let eller tungt våben.
Den nok mest berømte atgeir var Gunnar Hámundarsons beskrevet i Njáls saga. I den gav våbnet en ringende lyd (eller "sang"), når det blev taget ned i forventning om blodsudgydelser. Njáls saga er en af de seneste og mest tydeligt forfattede sagaer, og detaljer om beklædning og våben er højst sandsynligt baseret på middelalderlige modeller og ikke genstande fra vikingetiden.